# 乙女の祈り (ザ・ピーナッツの曲)
「乙女の祈り」（おとめのいのり）は、1960年2月にザ・ピーナッツの歌唱で発表された楽曲である。
原曲は1855年にテクラ・バダジェフスカが当時18歳で作曲した「乙女の祈り」で、メロディーを大幅にアレンジの上で使用している。

## 概要
この楽曲は前年1959年に発表された「情熱の花」と同じくクラシック音楽からのアレンジであった。この当時はザ・ピーナッツはオリジナル楽曲をあまり歌わず、もっぱら外国カヴァー曲を歌唱していた。
補作は当時フジテレビ社員であった椙山浩一（後のすぎやまこういち）が担当した。この時は編曲であったとは言え、椙山自身にとって初のザ・ピーナッツの楽曲の担当であった。編曲は宮川泰が担当していた。
ザ・ピーナッツの全曲集CDに収録されていることもあるが、「乙女の祈り」の場合は「情熱の花」ほど収録数は多くない。
なお、CDに収録されている音源は確認可能な限りモノラル録音の1ヴァージョンのみである。

## 作成者
- 作詞：音羽たかし
- 作曲：テクラ・パダジェフスカ
- 編曲：宮川泰
- 補作：椙山浩一